# Смешанная сборная Мексики по кёрлингу
Смешанная сборная Мексики по кёрлингу — смешанная национальная сборная команда (составленная из двух мужчин и двух женщин), представляет Мексику на международных соревнованиях по кёрлингу. Управляющей организацией выступает Федерация ледовых видов спорта Мексики (исп. FMC Deportes Invernales AC).
Впервые выступила на чемпионате мира 2022.

## Результаты выступлений

### Чемпионаты мира
| Год       | М              | И              | В              | П              | Состав (четвёртый/скип, третий, второй, первый, запасной, тренер)                             |
| --------- | -------------- | -------------- | -------------- | -------------- | --------------------------------------------------------------------------------------------- |
| 2015—2019 | не участвовали | не участвовали | не участвовали | не участвовали | не участвовали                                                                                |
| 2022      | 26             | 8              | 2              | 6              | Diego Tompkins (скип), Estefana Quintero, Mateo Tompkins, Monica Diez, Doug Tompkins (тренер) |

(источник: )